# Margarita Tutulani

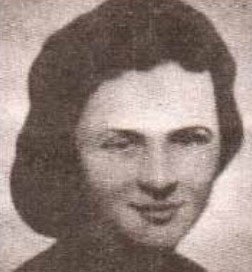
Margarita Tutulani (vor 1943)

Margarita Tutulani (geboren 1925 in Berat, Albanien; gestorben am 6. Juli 1943 in Gosa) war eine albanische antifaschistische Politikerin und im Zweiten Weltkrieg Mitglied der albanischen nationalen Befreiungsbewegung (albanisch Lëvizja Nacional-Çlirimtare). Die brutale Ermordung der 19-Jährigen inspirierte viele Albaner dazu, sich dem Widerstand gegen den Faschismus in Albanien anzuschließen. Sie wurde mit dem Titel Heldin des Volkes geehrt.

## Leben
Margarita Tutulani wurde 1925 im historischen Stadtteil Gorica der Museumsstadt Berat geboren, die 2008 zum UNESCO-Welterbe erklärt wurde. Ihre Familie war seit Generationen am Aufbau des albanischen Staates beteiligt. Ihr Großvater, der Anwalt und Politiker Dhimitër Tutulani (1875–1937), gehörte als Delegierter aus Berat am 28. November 1912 in Vlora zu den Unterzeichnern der albanischen Unabhängigkeitserklärung, und ihr Vater Miltiadh Tutulani war von 1922 bis zu seinem Tod im Jahr 1933 Mitglied des albanischen Parlaments und zeitweise Finanzminister Albaniens. Ihr Großvater mütterlicherseits war Sotir Kolia (1872–1945), ein Aktivist der albanischen Nationalbewegung und von 1928 bis 1937 Direktor der Nationalbibliothek Albaniens.
Tutulani und ihr fünf Jahre älterer Bruder Kristaq wurden von Kindheit an in einem intellektuellen und patriotischen Umfeld erzogen. Den Kindern wurde beigebracht, vor ihrem Großvater für „Vaterland und das Banner“ schwören, so dass sie in einem Befreiungskrieg nicht neutral bleiben konnten. Margarita absolvierte gerade eine Ausbildung am Pädagogischen Institut „Nana Mbretëreshë“ in der Landeshauptstadt Tirana, als die italienische Invasion in Albanien begann. Ohne zu zögern, kehrte sie im April 1939 in ihre Heimatstadt Berat zurück, um dort gemeinsam mit ihrer Familie gegen die italienische Besetzung ihres Landes zu protestieren und demonstrieren. Im Jahr 1942 wurde Tutulani Mitglied der Kommunistischen Partei Albaniens. Am 28. November 1942 fand in Berat eine große Demonstration als antifaschistischen Protestaktion statt, die Tutulani größtenteils selbst organisiert hatte. Tausende Menschen zogen durch die Straßen Berats, die faschistischen Fahnen wurden niedergerissen und vor dem Gefängnis wurden Lieder gesungen, in denen die Freilassung der Gefangenen gefordert wurde. Auf den Stufen des Denkmals für die gefallenen Kämpfer der albanischen Nationalbewegung hielt Tutulani eine feurige Rede. Versuche der Faschisten, sie festzunehmen, misslangen an diesem Tag, jedoch lebte sie fortan im Untergrund.
Die 19 Jahre alte Margarita Tutulani und ihr Bruder Kristaq wurden am 4. Juli 1943 in Berat festgenommen. Während ihrer Haft wurden beide verhört und gefoltert, ohne jedoch aufzugeben. Am 6. Juli 1943 wurden sie aus dem Gefängnis geholt und am selben Tag in Gosa in der Nähe von Kavaja erschossen. Die Stadt Berat war schockiert über den Tod der Geschwister. Ein Foto von Margarita Tutulanis verstümmeltem Körper war im Umlauf, und die Brutalität ihres Todes brachte andere dazu, sich dem Widerstand gegen die faschistische Regierung anzuschließen.

## Ehrungen und Gedenken

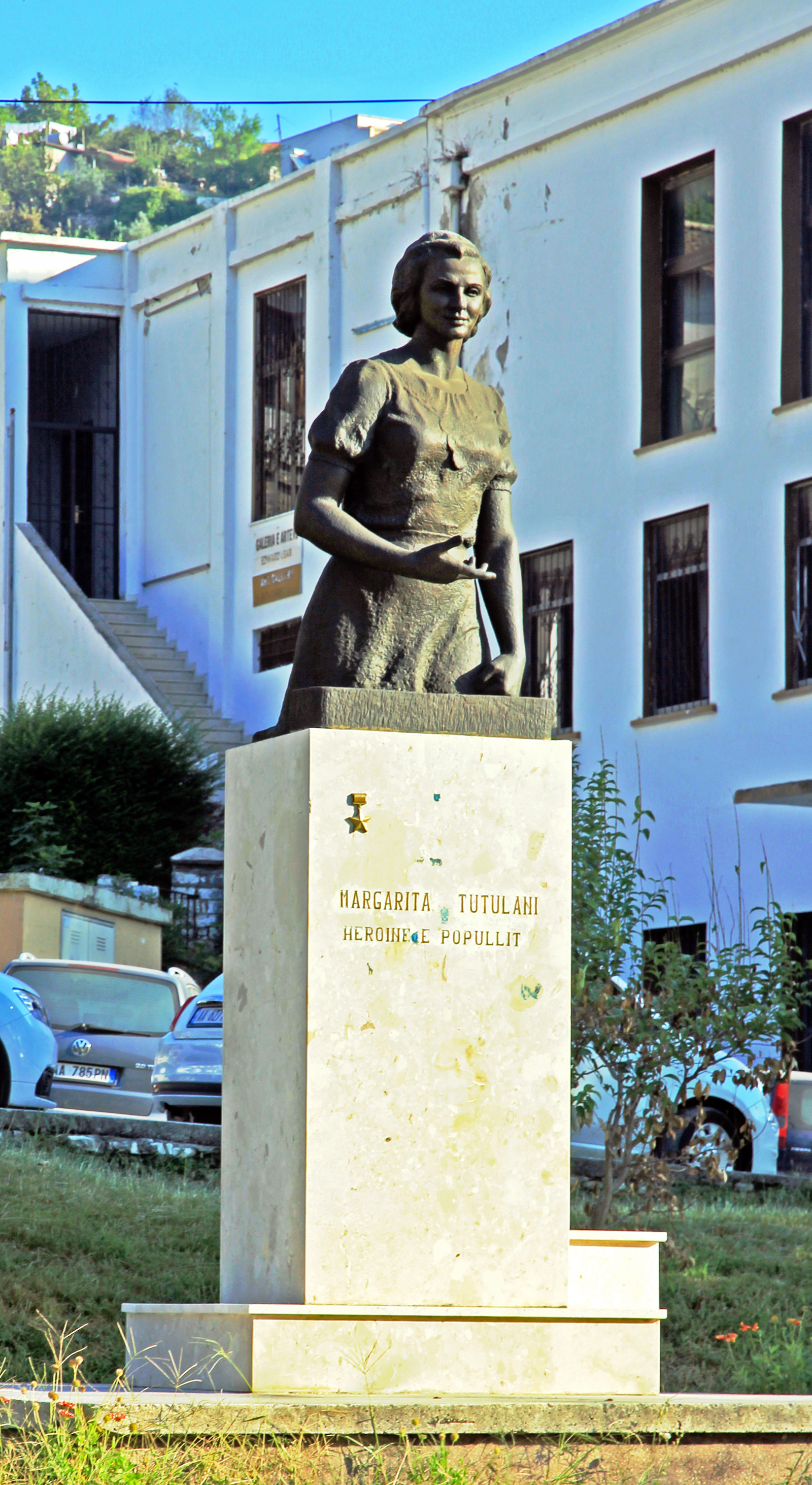
Büste in Berat

Postum wurde Margarita Tutulani der höchste Ehrentitel Albaniens, Heldin des Volkes (albanisch Hero i Popullit), verliehen. Ihr Grab befindet sich in Tirana auf dem Nationalen Märtyrerfriedhof von Albanien (albanisch Varrezat e Dëshmorëve të Kombit), wo etwa 900 Widerstandskämpfer begraben sind.
Tutulani hinterließ Schriften, die jetzt Bestandteile des Tutulani-Familienarchivs sind, darunter Gedichte, Erinnerungen, Essays und zahlreiche künstlerische Kreationen. Der bekannte albanische Linguist Vehxhi Buharaja schrieb zehn Tage nach ihrer Ermordung ihr zu Ehren das Gedicht „Margarita“.